# Acaule

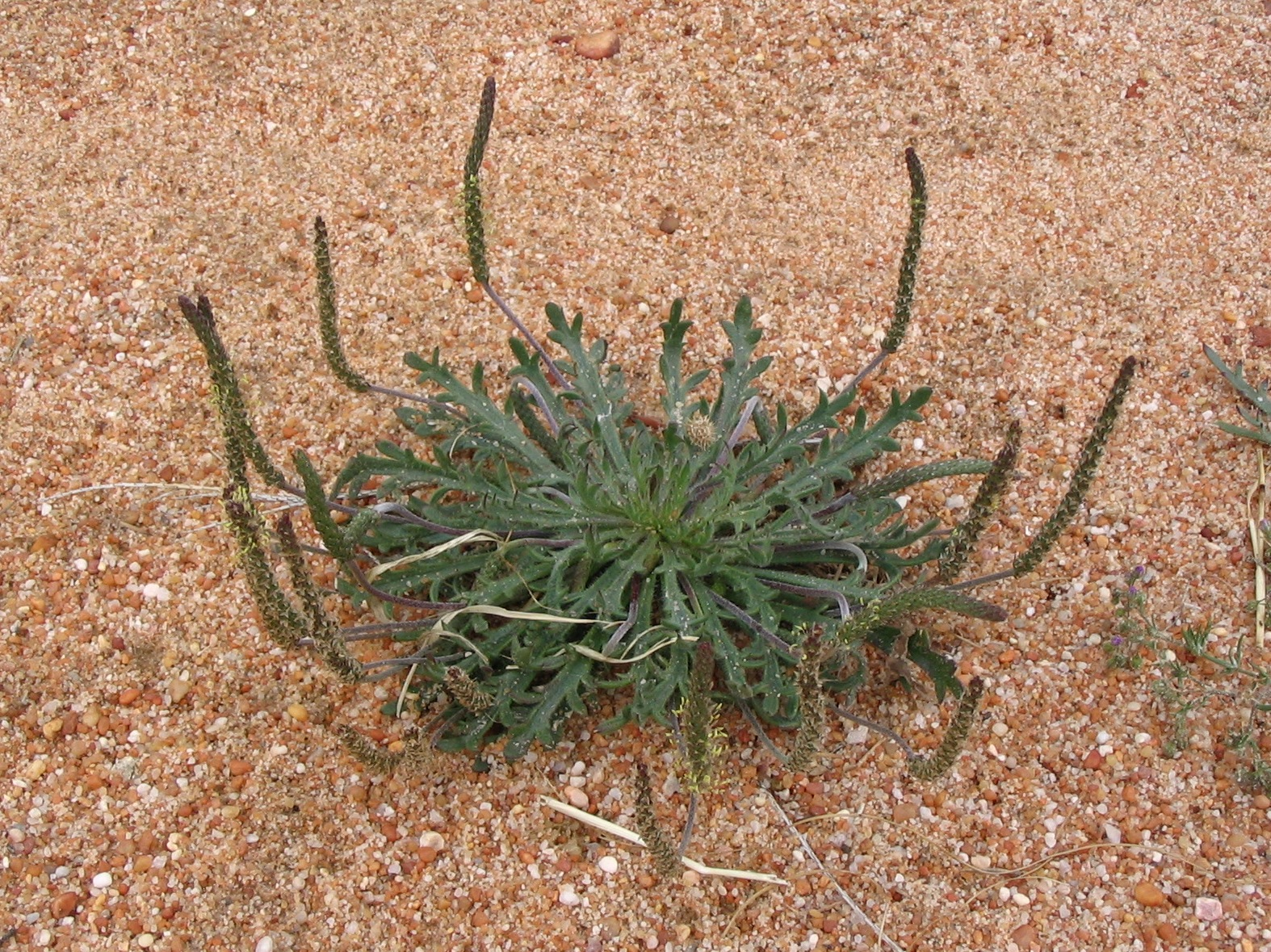
Tija acaule de Plantago

Acaule o acaulescent és un terme botànic (del llatí a- sense, i caulis tija) per definir aquelles plantes que tenen una tija tan curta que sembla inexistent. El fet que els nusos d'aquesta tija siguin tan curts i propers fa que les fulles neixen arran de terra i surtin totes juntes fent una roseta basal.
Aquestes plantes representen l'estrat més baix de vegetació en la classificació de Raunkier (plantes hemicriptòfites).
En són exemples l'atzavara, la margaridoia perenne i el plantatge.